# 新巴38S線
港島市區巴士路線38S，由城巴營辦，來往置富及銅鑼灣（中央圖書館），途經黃竹坑、香港仔、田灣及華富邨。
此路線於農曆年初一凌晨只提供單向前往置富花園之服務，元旦日凌晨則提供雙向服務；走線與38在銅鑼灣至置富花園的路段大致相同，但繞經華富邨及往銅鑼灣方向不經黃竹坑道天橋。

## 歷史
- 2014年9月9日：38S線投入服務，以取代N38線，服務詳情不變。[1]
- 2017年10月5日：最後一次於中秋節翌日凌晨提供服務。
- 2017年12月25日：最後一次於聖誕節凌晨提供服務。
- 2018年2月16日：農曆年初一的服務改為由銅鑼灣（中央圖書館）單向往置富花園。
- 2021年1月1日至2022年1月1日：受新型冠狀病毒肺炎疫情影響，期間的元旦日及農曆年初一凌晨並沒有提供服務。

## 服務時間及班次
2020年1月25日（農曆年初一）
- 由銅鑼灣（中央圖書館）開出：01:05、01:30、02:00[2][3]

### 2020年
1月1日（元旦日）
- 由置富開出：00:45、01:00
- 由銅鑼灣（中央圖書館）開出：00:50、01:10、01:30、01:50

### 2019年
2月5日（農曆年初一）
- 由銅鑼灣（中央圖書館）開出：01:00、01:30、02:00

1月1日（元旦日）
- 由置富開出：00:45、01:00
- 由銅鑼灣（中央圖書館）開出：00:50、01:10、01:30、01:50

### 2018年
2月16日（農曆年初一）
- 由銅鑼灣（中央圖書館）開出：01:00 - 03:00（30分鐘一班）

1月1日（元旦日）
- 由置富開出：00:45、01:00
- 由銅鑼灣（中央圖書館）開出：00:50、01:10、01:30、01:50

### 2017年
12月25日（聖誕節）
- 由置富開出：00:45、01:00
- 由銅鑼灣（中央圖書館）開出：00:50、01:10、01:30、01:50

10月5日（中秋節翌日）
- 由銅鑼灣（中央圖書館）開出：00:55、01:15

1月28日（農曆年初一）
- 由置富開出：00:45 - 02:00（15至30分鐘一班）
- 由銅鑼灣（中央圖書館）開出：01:00 - 04:00（15至30分鐘一班）

1月1日（元旦日）
- 由置富開出：00:45、01:00
- 由銅鑼灣（中央圖書館）開出：00:50、01:10、01:30、01:50

### 2016年
12月25日（聖誕節）
- 由置富開出：00:45、01:00
- 由銅鑼灣（中央圖書館）開出：00:50、01:10、01:30、01:50

9月16日（中秋節翌日）
- 由銅鑼灣（中央圖書館）開出：00:55、01:15

2月8日（農曆年初一）* 由置富開出：0045 - 02:00（15至30分鐘一班）
- 由銅鑼灣（中央圖書館）開出：01:00 - 05:00（15至30分鐘一班）

1月1日（元旦日）
- 由置富開出：00:45、01:00
- 由銅鑼灣（中央圖書館）開出：00:50、01:10、01:30、01:50

### 2015年
12月25日（聖誕節）
- 由置富開出：00:45、01:00
- 由銅鑼灣（中央圖書館）開出：00:50、01:10、01:30、01:50

9月28日（中秋節翌日）
- 由銅鑼灣（中央圖書館）開出：00:55、01:15

2月19日（農曆年初一）
- 由置富開出：00:45 - 02:00（15至20分鐘一班）
- 由銅鑼灣（中央圖書館）開出：01:00 - 05:00（15至20分鐘一班）

1月1日（元旦日）
- 由置富開出：00:45、01:00
- 由銅鑼灣（中央圖書館）開出：00:50、01:10、01:30、01:50

### 2014年
12月25日（聖誕節）
- 由置富開出：00:45、01:00
- 由銅鑼灣（中央圖書館）開出：00:50、01:10、01:30、01:50

9月9日（中秋節翌日）
- 由銅鑼灣（中央圖書館）開出：00:50、01:10、01:30

## 收費
| 路程／登車站 | 收費  |
| ------------ | ----- |
| 全程收費     | $10.3 |

| - 本線設有12歲以下小童及65歲或以上長者半價優惠。 - 65歲或以上香港居民使用「樂悠咭」，以及12歲以下合資格殘疾兒童使用「殘疾人士身份」個人八達通繳付車資，均可享有每程$2.0或半價（以較低者為準）的票價優惠；12至64歲合資格殘疾人士使用「殘疾人士身份」個人八達通（包括「樂悠咭」），以及60至64歲香港居民使用「樂悠咭」繳付車資，均可享有每程$2.0或全費（以較低者為準）的票價優惠。 - 65歲或以上長者如使用長者或一般個人八達通繳付車資，則只可享有半價優惠；12至64歲合資格殘疾人士如不使用「殘疾人士身份」個人八達通，以及60至64歲人士如不使用「樂悠咭」繳付車資，必須繳付全費。 - 乘客可以現金或八達通於上車時付款，不設找續。 - 每位成人乘客可免費攜帶最多兩名4歲以下而不佔座位的兒童乘客乘車，超額之4歲以下小童必須繳付小童車費乘車。 - 九龍巴士、城巴及龍運巴士全職員工及家屬（不包括外判職員）可免費乘搭本路線，惟必須拍職員或職員家屬八達通。 - 乘客亦可使用AlipayHK「易乘碼」、支付寶、 WeChatHK／微信支付「搭車碼」、銀聯雲閃付「乘車碼」及BOC Pay「乘車碼」、具有感應式支付功能的VISA、Mastercard及銀聯卡，以及Apple Pay、Google Pay及Samsung Pay流動支付平台繳付車資。使用此支付方式的乘客可享有中途下車之分段收費，以及與其他城巴獨營路線或聯營線城巴班次之轉乘優惠，惟不適用於與非城巴路線之轉乘優惠。使用此支付方式的乘客亦不能享有「公共交通費用補貼計劃」及「長者及合資格殘疾人士公共交通票價優惠計劃」。 |

## 行車路線
此路線的官方全程行車里數為11.0公里，行車時間約為40分鐘。（平均行車時速約為16.5公里）

### 往銅鑼灣（中央圖書館）
途經：置富道、薄扶林道、域多利道、華康街、華景街、華富道、石排灣道、香港仔海傍道、香港仔、香港仔大道、黃竹坑道、香港仔隧道、黃泥涌道、摩理臣山道、天樂里、軒尼詩道、怡和街及高士威道.
| 新巴38S線（置富花園→維多利亞公園 (高士威道)） | 新巴38S線（置富花園→維多利亞公園 (高士威道)） | 新巴38S線（置富花園→維多利亞公園 (高士威道)） | 新巴38S線（置富花園→維多利亞公園 (高士威道)） | 新巴38S線（置富花園→維多利亞公園 (高士威道)） |
| 序號                                          | 地區                                          | 街道                                          | 車站名稱                                      | 備註                                          |
| --------------------------------------------- | --------------------------------------------- | --------------------------------------------- | --------------------------------------------- | --------------------------------------------- |
| 1                                             | 薄扶林（置富）                                |                                               | 置富花園                                      |                                               |
| 2                                             | 薄扶林（置富）                                | 置富道                                        | 雅緻洋房                                      |                                               |
| 3                                             | 奇力灣（華富）                                | 域多利道                                      | 薄扶林消防局                                  |                                               |
| 4                                             | 奇力灣（華富）                                |                                               | 華富（北）                                    |                                               |
| 5                                             | 奇力灣（華富）                                | 華富道                                        | 華富邨華生樓                                  |                                               |
| 6                                             | 奇力灣（華富）                                |                                               | 華富（南）                                    |                                               |
| 7                                             | 奇力灣（華富）                                | 華富道                                        | 華富邨華安樓                                  |                                               |
| 8                                             | 田灣                                          | 石排灣道                                      | 田灣街                                        |                                               |
| 9                                             | 香港仔中心                                    |                                               | 香港仔                                        |                                               |
| 10                                            | 香港仔                                        | 香港仔大道                                    | 業漁大廈                                      |                                               |
| 11                                            | 黃竹坑                                        | 黃竹坑道                                      | 甄沾記大廈                                    |                                               |
| 12                                            | 黃竹坑                                        | 黃竹坑道                                      | 業興街                                        |                                               |
| 13                                            | 黃竹坑                                        | 黃竹坑道                                      | 黃竹坑遊樂場                                  |                                               |
| 14                                            | 黃竹坑                                        | 黃竹坑道                                      | 香港仔隧道收費廣場                            |                                               |
| 15                                            | 灣仔（摩理臣山）                              | 摩理臣山道                                    | 立德里                                        |                                               |
| 16                                            | 灣仔（鵝頸）                                  | 軒尼詩道                                      | 馬師道                                        |                                               |
| 17                                            | 銅鑼灣                                        | 軒尼詩道                                      | 崇光百貨                                      |                                               |
| 18                                            | 銅鑼灣                                        | 高士威道                                      | 維多利亞公園                                  |                                               |

### 往置富花園
途經：高士威道、伊榮街、邊寧頓街、怡和街、軒尼詩道、堅拿道巴士專用綫、堅拿道東、禮頓道、摩理臣山道、黃泥涌道、香港仔隧道、黃竹坑道、香港仔海傍道、石排灣道、華富道、華景街、華翠街、域多利道、薄扶林道及置富道
| 新巴38S線（銅鑼灣（中央圖書館）→置富） | 新巴38S線（銅鑼灣（中央圖書館）→置富） | 新巴38S線（銅鑼灣（中央圖書館）→置富） | 新巴38S線（銅鑼灣（中央圖書館）→置富） | 新巴38S線（銅鑼灣（中央圖書館）→置富） |
| 序號                                   | 地區                                   | 街道                                   | 車站名稱                               | 備註                                   |
| -------------------------------------- | -------------------------------------- | -------------------------------------- | -------------------------------------- | -------------------------------------- |
| 1                                      | 銅鑼灣                                 | 高士威道                               | 香港中央圖書館                         |                                        |
| 2                                      | 銅鑼灣                                 | 軒尼詩道                               | 希慎廣場                               |                                        |
| 3                                      | 銅鑼灣（鵝頸）                         | 堅拿道巴士專用綫                       | 堅拿道巴士專用線                       |                                        |
| 4                                      | 跑馬地                                 | 摩理臣山道                             | 跑馬地馬場                             |                                        |
| 5                                      | 黃竹坑                                 | 黃竹坑道                               | 香港仔隧道收費廣場                     | 近港怡醫院                             |
| 6                                      | 黃竹坑                                 | 黃竹坑道                               | 黃竹坑遊樂場                           | 近香港仔運動場、如心南灣海景酒店       |
| 7                                      | 黃竹坑                                 | 黃竹坑道                               | 南朗山道                               |                                        |
| 8                                      | 黃竹坑                                 | 黃竹坑道                               | 勝利工廠大廈                           |                                        |
| 9                                      | 香港仔                                 | 香港仔海傍道                           | 逸港居                                 | 近香港仔網球及壁球中心                 |
| 10                                     | 香港仔                                 | 香港仔海傍道                           | 香港仔海濱公園                         |                                        |
| 11                                     | 香港仔                                 | 香港仔海傍道                           | 香港仔魚類批發市場                     |                                        |
| 12                                     | 田灣                                   | 香港仔海傍道                           | 田灣街                                 |                                        |
| 13                                     | 奇力灣（華富）                         | 華富道                                 | 華富邨華樂樓                           |                                        |
| 14                                     | 奇力灣（華富）                         | 華富道                                 | 華富商場                               |                                        |
| 15                                     | 奇力灣（華富）                         | 華富道                                 | 華富邨華清樓                           |                                        |
| 16                                     | 奇力灣（華富）                         | 華富道                                 | 培英中學                               |                                        |
| 17                                     | 奇力灣（華富）                         | 域多利道                               | 華康街                                 |                                        |
| 18                                     | 薄扶林（置富）                         | 薄扶林道                               | 余振強紀念第二中學                     |                                        |
| 19                                     | 薄扶林（置富）                         | 置富道                                 | 置富徑                                 |                                        |
| 20                                     | 薄扶林（置富）                         | 置富道                                 | 置富花園1-7座                          |                                        |
| 21                                     | 薄扶林（置富）                         |                                        | 置富                                   |                                        |